# Morton-Adam
Morton-Adam is een historisch merk van motorfietsen.
De bedrijfsnaam was: The Morton-Adam Co., 272 Foleshill Road, Coventry.
Morton-Adam was een Engelse fabriek die vanaf 1923 als voornaamste product 292cc-tweetakten maakte. De machine had riemaandrijving rechtstreeks vanaf de krukas, maar het frame bood al ruimte voor de montage van een versnellingsbak. In het laatste jaar (1925) leverde men ook eenvoudige 248- en 348cc-OHC-modellen die door H. Sidney ontwikkeld waren. Deze hadden al volledige kettingaandrijving en een Burman-drieversnellingsbak.